# Vistrorio
Vistrorio (Vistror in piemontese) è un comune italiano di 523 abitanti della città metropolitana di Torino in Piemonte. Si trova in Val Chiusella.

## Origini del nome
Si fa risalire l'etimologia del nome Vistrorio dal latino Vicus Subterior che indicava fino al XIV secolo il paese distinguendolo da Vicus Superior, l'attuale Vico Canavese.

## Storia

### Simboli
Lo stemma e il gonfalone comunale sono stati concessi con decreto del presidente della Repubblica del 28 settembre 2007.
Lo stemma appartiene alla memoria storica del paese pur essendo stato formalizzato solo di recente. La figura della torre ricorda il castello, oggi non più esistente, cha ha dato il nome all'omonima località vistroriese. È probabile che l'occhio simboleggi la capacità di controllo sul territorio, offerta dalla posizione strategica del castello, posto un tempo a difesa della popolazione contro i nemici provenienti dalla pianura.
Il gonfalone è un drappo di bianco con la bordatura di rosso

## Monumenti e luoghi d'interesse
- Parrocchiale di San Bartolomeo del XIV sec.[7]
- Lago Gurzia

## Società

### Evoluzione demografica
Abitanti censiti

## Amministrazione

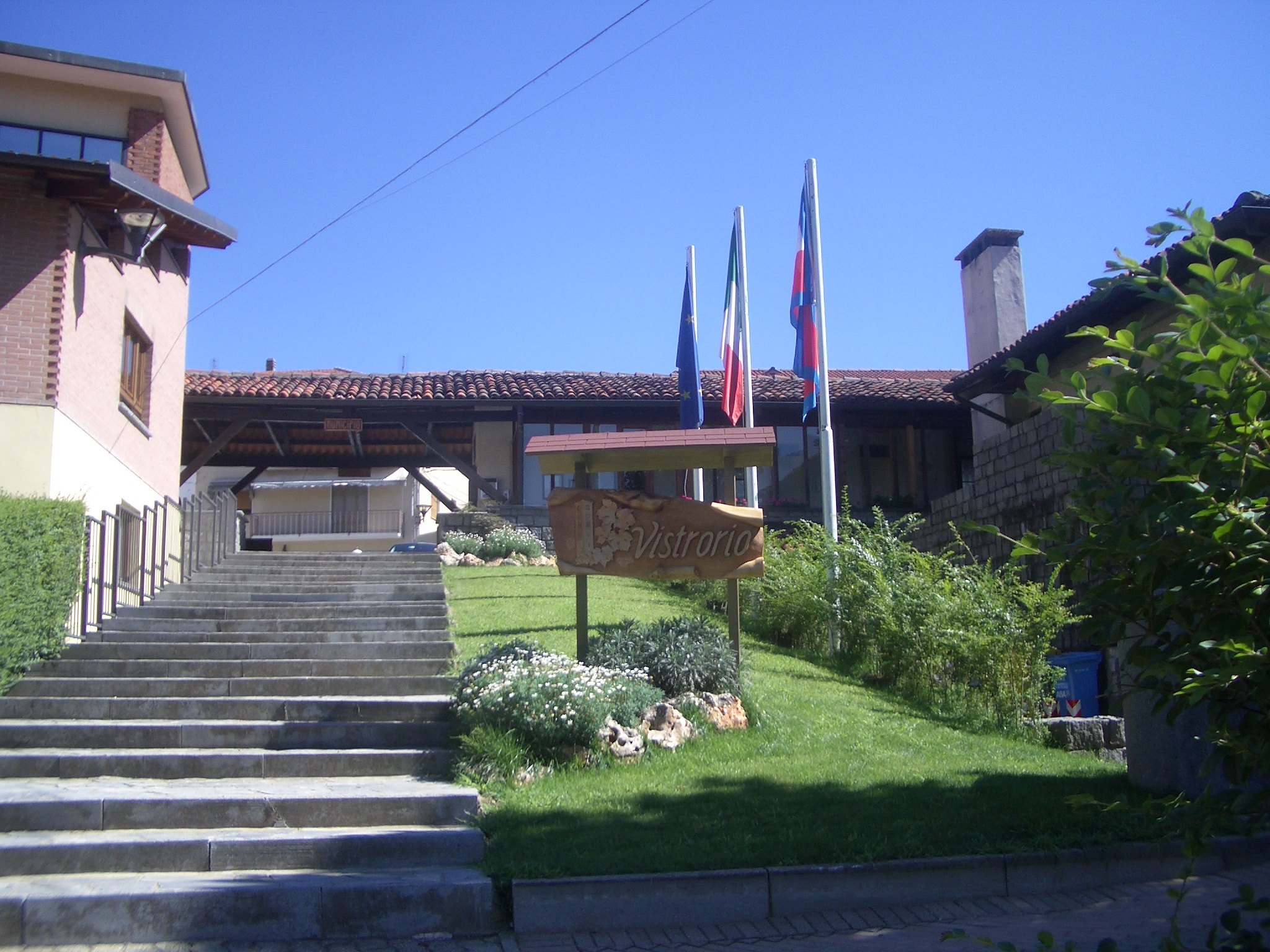
Il municipio

Di seguito è presentata una tabella relativa alle amministrazioni che si sono succedute in questo comune.
| Periodo           | Periodo           | Primo cittadino        | Partito                          | Carica  | Note  |
| ----------------- | ----------------- | ---------------------- | -------------------------------- | ------- | ----- |
| 30 aprile 1986    | 19 aprile 1990    | Antonio Favero Gametro | -                                | Sindaco | [ 9 ] |
| 12 luglio 1990    | 20 novembre 1995  | Antonio Favero Gametro | Partito Socialista Italiano      | Sindaco | [ 9 ] |
| 20 novembre 1995  | 17 aprile 2000    | Franco Torreano        | centro                           | Sindaco | [ 9 ] |
| 17 aprile 2000    | 5 aprile 2005     | Franco Torreano        | lista civica                     | Sindaco | [ 9 ] |
| 5 aprile 2005     | 30 marzo 2010     | Federico Steffenina    | lista civica                     | Sindaco | [ 9 ] |
| 30 marzo 2010     | 31 maggio 2015    | Federico Steffenina    | lista civica                     | Sindaco | [ 9 ] |
| 31 maggio 2015    | 22 settembre 2020 | Federico Steffenina    | lista civica Unità e progresso   | Sindaco | [ 9 ] |
| 22 settembre 2020 | in carica         | Domenico Ravetto Enri  | lista civica Uniti per Vistrorio | Sindaco | [ 9 ] |

### Altre informazioni amministrative
Il comune ha fatto parte prima della Comunità Montana Val Chiusella e poi della Comunità montana Val Chiusella, Valle Sacra e Dora Baltea Canavesana.

## Galleria d'immagini

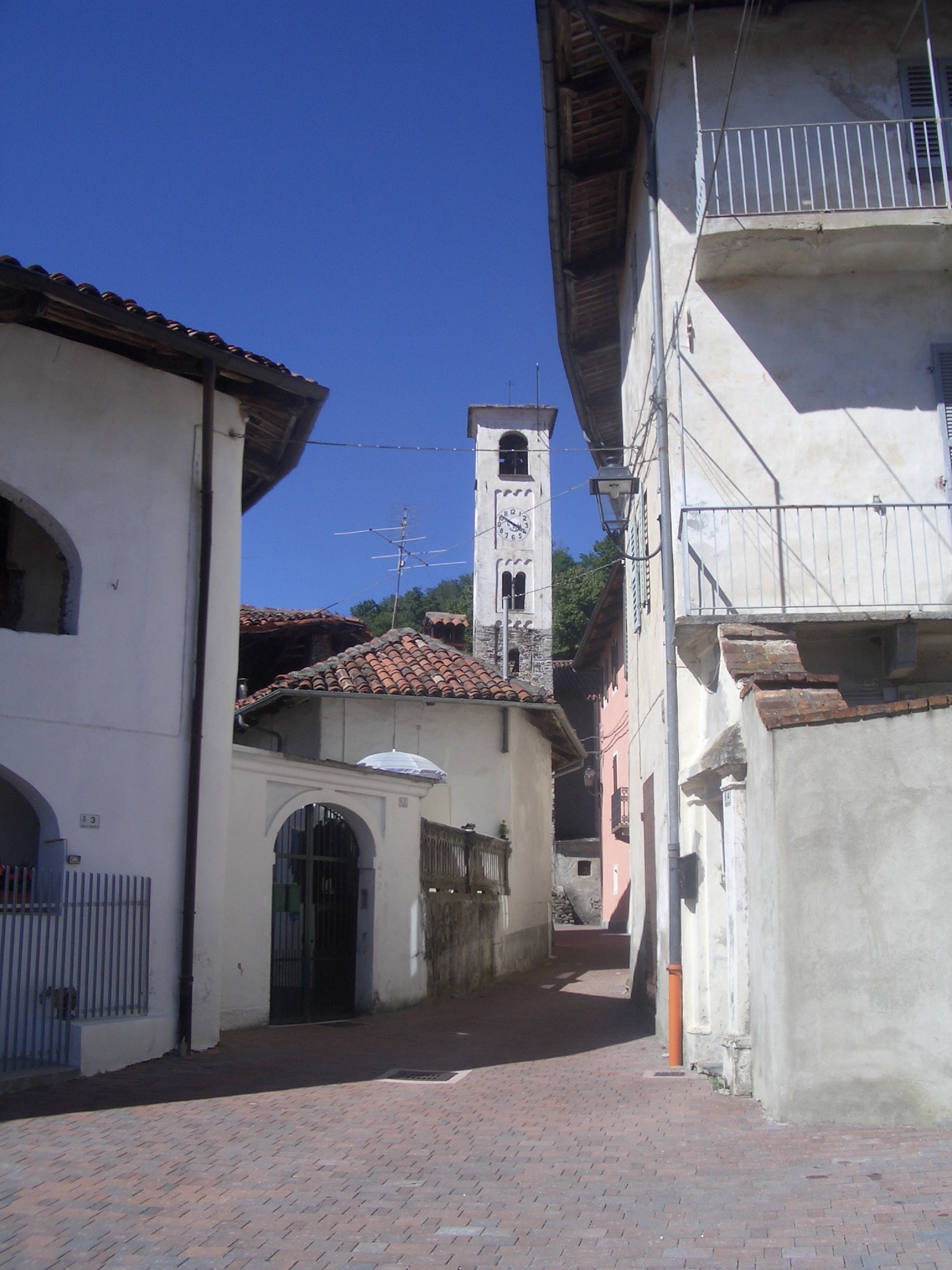
Veduta del paese con la chiesa di San Bartolomeo
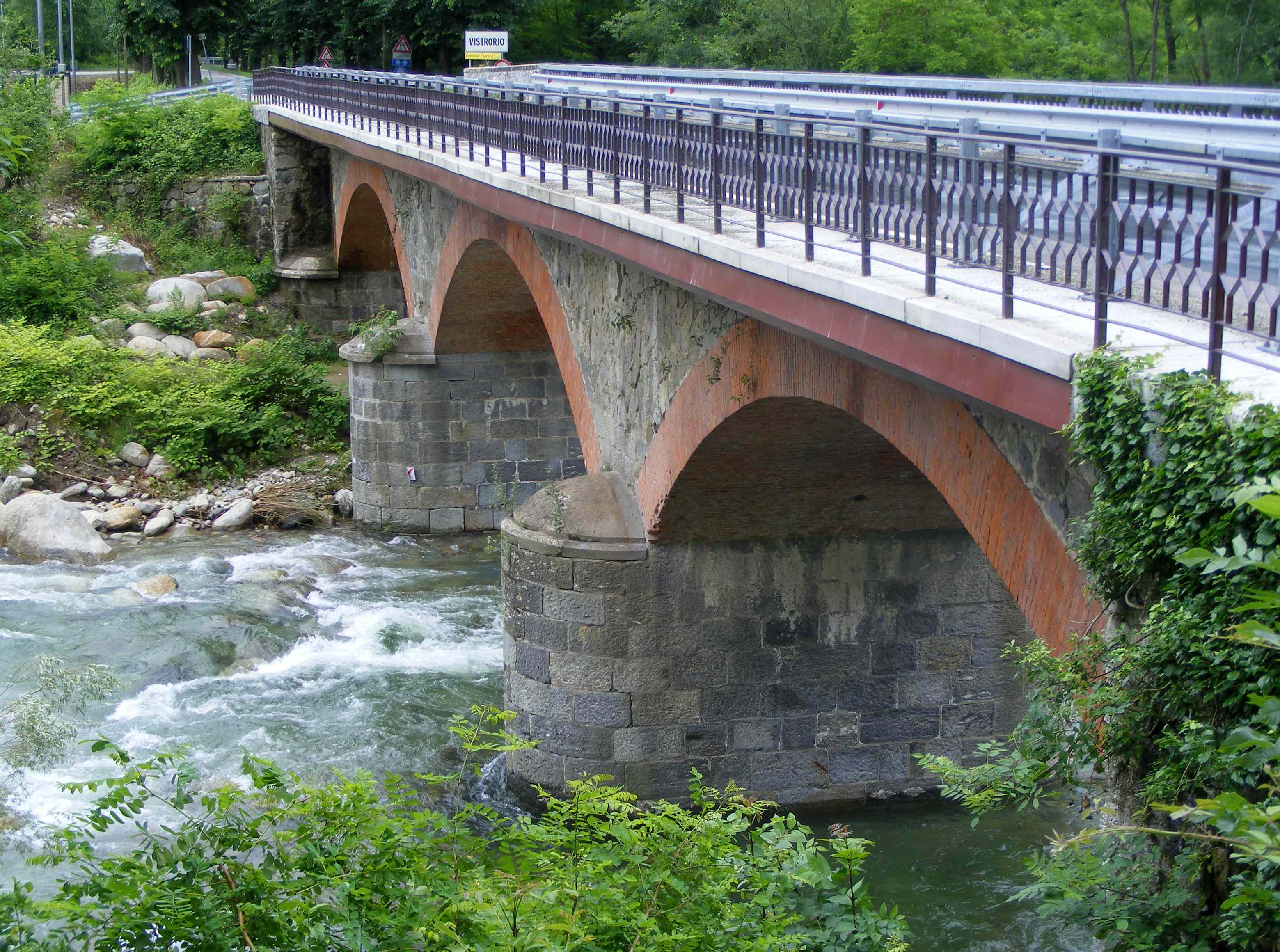
Il ponte sul Chiusella
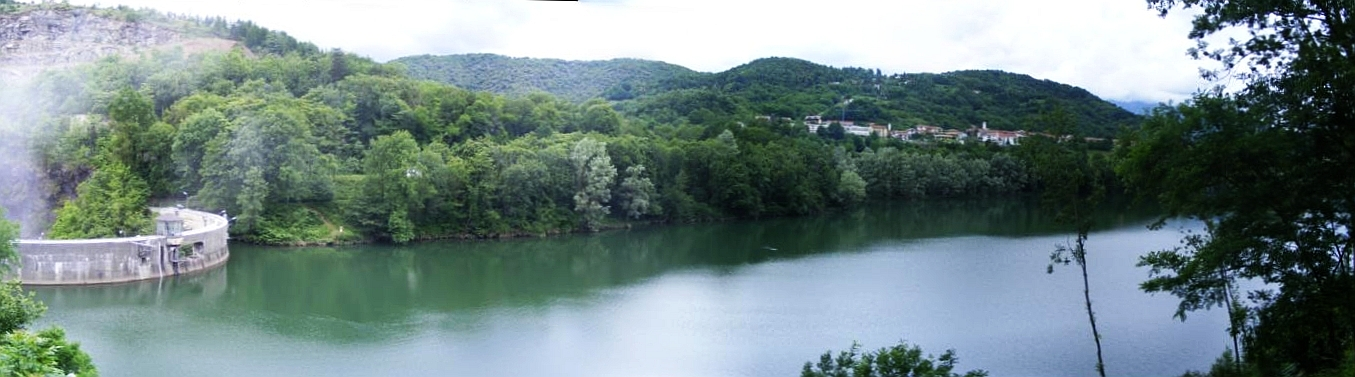
Il lago Gurzia